# شرکت فرودگاه‌های آفریقای جنوبی
شرکت فرودگاه‌های آفریقای جنوبی (انگلیسی: Airports Company South Africa) شرکت مدیریت فرودگاه در آفریقای جنوبی است، که در سال ۱۹۹۳ تأسیس شد.